# Hana Šromová
Hana Šromová (Kopřivnice, 10 april 1978) is een voormalig tennisspeelster uit Tsjechië. Šromová begon met tennis toen zij zeven jaar oud was. Haar favoriete ondergrond is hardcourt-binnenbanen. Zij speelt rechtshandig en heeft een tweehandige backhand. Zij was actief in het proftennis van 1997 tot en met 2008.

## Loopbaan

### Enkelspel
In 1993 speelde Šromová haar eerste ITF-toernooi in Tsjechië. In totaal won zij acht enkelspeltitels in het ITF-circuit.
In 2005 kwalificeerde Šromová zich voor het eerst voor een WTA-hoofdtoernooi, op het toernooi van Philadelphia. Haar beste resultaat op de WTA-tour is het bereiken van de kwartfinale op het Tier III-toernooi van Bali in 2006.
Haar beste resultaat op de grandslamtoernooien is het bereiken van de tweede ronde. Haar hoogste notering op de WTA-ranglijst is de 87e plaats, die zij bereikte in juni 2006.

### Dubbelspel
Šromová behaalde in het dubbelspel betere resultaten dan in het enkelspel. In 1995 won zij haar eerste ITF-titel in het dubbelspel. In totaal won zij 35 dubbelspeltitels in het ITF-circuit.
In 1997 speelde Šromová voor het eerst op een WTA-hoofdtoernooi, op het toernooi van Maria Lankowitz, samen met landgenote Milena Nekvapilová. Haar beste resultaat op de WTA-tour is het bereiken van de halve finale op het Tier III-toernooi van Cincinnati in 2006, samen met de Finse Emma Laine.
Haar beste resultaat op de grandslamtoernooien is het bereiken van de derde ronde, op Wimbledon 2006, nadat zij zich met landgenote Lucie Hradecká via een geslaagd kwalificatietoernooi had geplaatst voor de hoofdtabel. Haar hoogste notering op de WTA-ranglijst is de 63e plaats, die zij bereikte in juli 2006.

## Posities op deWTA-ranglijst
Positie per einde seizoen:
| jaartal | ranking enkelspel | ranking dubbelspel |
| ------- | ----------------- | ------------------ |
| 2008    | 267               | 429                |
| 2007    | 154               | 212                |
| 2006    | 119               | 76                 |
| 2005    | 98                | 105                |
| 2004    | 225               | 216                |
| 2003    | 250               | 217                |
| 2002    | 348               | 226                |
| 2001    | 279               | 193                |
| 2000    | 249               | 204                |
| 1999    | 311               | 281                |
| 1998    | 363               | 136                |
| 1997    | 351               | 158                |
| 1996    | 283               | 259                |
| 1995    | 646               | 320                |
| 1994    | 559               | 353                |

## Prestatietabel grandslamtoernooien
| Legenda | Legenda                          |
| ------- | -------------------------------- |
| g.t.    | geen toernooi gehouden           |
| l.c.    | lagere categorie                 |
| –       | niet deelgenomen                 |
| G       | uitgeschakeld in de groepsfase   |
| 1R      | uitgeschakeld in de eerste ronde |
| 2R      | uitgeschakeld in de tweede ronde |
| 3R      | uitgeschakeld in de derde ronde  |
| 4R      | uitgeschakeld in de vierde ronde |
| KF      | uitgeschakeld in de kwartfinale  |
| HF      | uitgeschakeld in de halve finale |
| F       | de finale verloren               |
| W       | het toernooi gewonnen            |
| w-v     | winst/verlies-balans             |

### Enkelspel
| Toernooi        | 2006 | 2007 | 2008 |
| --------------- | ---- | ---- | ---- |
| Australian Open | 2R   | –    | –    |
| Roland Garros   | 2R   | –    | –    |
| Wimbledon       | 1R   | 2R   | –    |
| US Open         | 1R   | –    | 1R   |

### Vrouwendubbelspel
| Toernooi        | 2006 | 2007 |
| --------------- | ---- | ---- |
| Australian Open | 1R   | 1R   |
| Roland Garros   | –    | –    |
| Wimbledon       | 3R   | 1R   |
| US Open         | 1R   | –    |